# Acanthocyclops phreaticus
Acanthocyclops phreaticus – gatunek widłonoga z rodziny Cyclopidae. Opisał go w 1928 roku szwajcarski zoolog Pierre-Alfred Chappuis, nadając mu nazwę Cyclops phreaticus.